# Klaus Beer (Jurist)
Klaus Beer (* 24. Juni 1932 in Hamburg; † 11. Januar 2025 in Leonberg) war ein deutscher Jurist, der sich besonders für die Aufarbeitung des Unrechts der NS-Justiz einsetzte.

## Leben und Wirken
Klaus Beer war elf Jahre alt, als seine Familie auf der Flucht vor den Luftangriffen auf Hamburg nach Ulm zog, wo er fortan aufwuchs.
Nach zunächst zwei Semestern Physik, Chemie und Höhere Mathematik an der Technischen Hochschule Stuttgart absolvierte er ein Jura-Studium in München.
Während seiner Zeit als Gerichtsreferendar in Ulm, 1958 bis 1961, erfuhr er aus dem Ulmer Einsatzgruppen-Prozess 1958 von den Massenerschießungen von Juden in Osteuropa. Ab 1962 war er Amtsrichter und zeitweise Richter in einer Strafkammer des Landgerichts in Ulm. 1970 ging er, nach eigenem Antrag auf Versetzung, als Richter im Zivilrecht und im Recht der Wiedergutmachung für die durch den Nationalsozialismus Verfolgten an das Landgericht Stuttgart. 1978 wechselte er an das Oberlandesgericht Stuttgart (Zivilrecht und Handelsrecht), und von 1988 bis 1994 war er Vorsitzender Richter am Landgericht Stuttgart, Kammer für Handelssachen.
1952 war Beer in die SPD eingetreten, wo er sich im linken Flügel und in der Antikriegsbewegung engagierte. Von 1965 bis 1969 war er für die SPD im Ulmer Gemeinderat. Nach seinem Umzug 1970 nach Leonberg engagierte er sich zunächst im SPD‐Landesvorstand. 1984 wechselte er als Mitbegründer der Grün-Alternativen Bürgerliste Leonberg zu den Grünen und war als einer der ersten Vertreter der Grünen von 1984 bis 1989 Mitglied des Leonberger Gemeinderats. 1985 kandidierte er mit gutem Stimmenergebnis (16 Prozent), letztlich jedoch erfolglos als Oberbürgermeister für Leonberg.
Klaus Beer war 1985 einer der Mitbegründer der Zeitschrift Betrifft JUSTIZ als „autonome Stimme [...] für die jüngeren, kritisch denkenden Richter und Staatsanwälte am Anfang der achtziger Jahre“. 1987 gründete er zusammen mit anderen die Neue Richtervereinigung und blieb sechs Jahre lang, bis 1993, deren Bundesvorsitzender.
Für die OSZE war er im September 1998 und April 2000 Wahlbeobachter in Bosnien sowie Beobachter der Präsidentenwahl in Montenegro im Jahr 2003.
Nach seiner Pensionierung 1994 widmete sich Beer der Erforschung seiner jüdischen Wurzeln und veröffentlichte 1997 die Lebensgeschichte seiner Großmutter Elise Beer. Außerdem baute er die KZ-Gedenkstätteninitiative in Leonberg mit auf, die am 13. März 1999 eröffnet wurde.
Auch begann er im Ruhestand, sich intensiv mit seinen Urteilen als junger Amtsrichter der 1960er Jahre auseinanderzusetzen, mit denen er homosexuelle Männer nach § 175 zu Gefängnis- und Geldstrafen verurteilt hatte. Insgesamt sechs Männer in vier Fällen waren von seinen Urteilen betroffen gewesen. Er bereute diese Urteile in Artikeln, die er in Betrifft JUSTIZ veröffentlichte. Am 19. Mai 2012 erschien in der Süddeutschen Zeitung noch öffentlichkeitswirksamer ein Leserbrief von Klaus Beer, in dem er sich von den Urteilen distanzierte. Bei einer Gedenkfeier in Ulm zur Erinnerung an die Verfolgung von Homosexuellen während der NS-Zeit übergab er am 27. Januar 2018 seine Urteile öffentlich dem Dokumentationszentrum Oberer Kuhberg, damit sie künftig als Material für die historisch-politische Aufklärungsarbeit dienen. Für ein ausführliches Gespräch mit dem 92-jährigen Klaus Beer und dem 76-jährigen Klaus Schirdewahn, der mit 17 nach § 175 verurteilt worden war, erschienen im Magazin ZEIT Verbrechen Nr. 27/2024, erhielten die Autorinnen Lale Artun und Eva Sudholt den Deutschen Reporter:innenpreis 2024 in der Kategorie „Bestes Interview“.

## Auszeichnung
Obermayer German Jewish History Award 2013

## Veröffentlichungen (Auswahl)
- Junger Sozialdemokrat in Ulm 1953–1960. Aus dem Innenleben der Ulmer SPD in jener Zeit. Verlag Peter Grohmann Nachfolger, Dresden 1998, ISBN 978-3-927340-49-7.

- Ein Denkmal für Familie Cohen, die in Osterholz-Scharmbeck in Niedersachsen gelebt hat. Verlag H. Saade, Osterholz-Scharmbeck 2001, ISBN 978-3-922642-45-9.

- Auf den Feldern von Ulm. Verlag Ulmer Manuskripte, Blaubeuren 2008, ISBN 978-3-939496-41-0.
- Klaus Beer et al.: Aus vielen Ländern Europas. Häftlinge des Konzentrationslagers Leonberg. KZ-Gedenkstätteninitiative Leonberg e. V. (Hrsg.), Leonberg 2008.
- An den Abgründen der Gesellschaft als Utopist, Zivilist und Jurist. Verlag Klemm+Oelschläger, Ulm 2022, ISBN 978-3-86281-175-5.